# Ju-Jitsu International Federation
De Ju-Jitsu International Federation (JJIF) is een internationale sportfederatie die in 1998 is opgericht na de uitbreiding van de Europese Ju-Jitsu Federatie (EJJF) voor de verspreiding van de moderne competitieve sport versie van Jiujitsu, ook wel bekend als Sport Jiujitsu.
Als lid van de General Association of International Sport Federations (GAISF) en de International World Games Association (IWGA), de JJIF vertegenwoordigt wereldwijd Sport Ju-Jitsu. De JJIF is momenteel de enige Jiujutsu organisatie erkend door de GAISF en IWGA; Jiujitsu onder JJIF regels is een onderdeel van de World Games.

## Geschiedenis
De Federatie begon als een coalitie van verenigingen uit drie landen. In 1977, vormden de afgevaardigden Duitsland, Italië en Zweden en richtte de Europese Ju-Jitsu Federatie (EJJF) op. Naarmate het aantal aangesloten landen toenamen, in zowel Europa als daarbuiten, veranderde in 1987 de Federatie zijn naam in International Ju-Jitsu Federation (IJJF) en de oorspronkelijke Europese kern van de Federatie werd het eerste Continental Unie (EJJU) van de IJJF. Na een reeks van veranderingen van de statuten en een wijziging in de structuur van het lidmaatschap, in 1998, besloot de IJJF om haar naam te veranderen in de Ju-Jitsu International Federation (JJIF).
In de vroege jaren 90 van de IJJF werd een voorlopig lid van de General Association of International Sport Federations (GAISF), lid van de International World Games Association (IWGA - een deel van de Olympische Beweging, samen met het IOC) en aangesloten bij de Sport for All Federation (FISpT). Tijdens het GAISF Congres in 1998 de verkreeg JJIF het volwaardig lidmaatschap status.
Jiujitsu onder de JJIF-regels is een evenement op de World Games sinds de in 1997 World Games in Lahti, Finland.

## Jiujitsu en de Olympische beweging
De JJIF is al lid van GAISF en IWGA, en beide organisaties zijn in nauwe samenwerking met het Internationaal Olympisch Comité (IOC). De organisatie streeft ernaar Jiujitsu te vestigen als een Olympische sport. Momenteel staat ju-jitsu op een lijst met potentiële Olympische sporten.